# Carlos Ulrrico Cesco
Pour les articles homonymes, voir Cesco.
Carlos Ulrrico Cesco Marenzi, né le 15 septembre 1910 dans le partido General Arenales, dans la province de Buenos Aires, et mort à San Juan le 5 novembre 1987, est un astronome argentin.

## Biographie
Certaines sources[Lesquelles ?] orthographient son nom Carlos Ulrico Cesco, apparemment de façon erronée[réf. souhaitée].
D'après le Centre des planètes mineures, il découvrit dix-neuf astéroïdes (liste ci-dessous) ainsi que la comète Cesco en 1974.
L'observatoire Carlos Ulrrico Cesco porte son nom.
Lui et son frère aîné Reynaldo Pedro Cesco sont honorés par l'astéroïde (1571) Cesco. L'astronome Mario Reynaldo Cesco est quant à lui son fils.

## Astéroïdes découverts
| (1770) Schlesinger | 10 mai 1967       | avec A. R. Klemola    |
| (1829) Dawson      | 6 mai 1967        | avec A. R. Klemola    |
| (1867) Déiphobe    | 3 mars 1971       |                       |
| (1917) Cuyo        | 1er janvier 1968  | avec Arturo G. Samuel |
| (1919) Clemence    | 16 septembre 1971 | avec J. Gibson        |
| (1920) Sarmiento   | 11 novembre 1971  | avec J. Gibson        |
| (1958) Chandra     | 24 septembre 1970 |                       |
| (1991) Darwin      | 6 mai 1967        | avec A. R. Klemola    |
| (2308) Schilt      | 6 mai 1967        | avec A. R. Klemola    |
| (2399) Terradas    | 17 juin 1971      |                       |
| (2504) Gaviola     | 6 mai 1967        | avec A. R. Klemola    |
| (3833) Calingasta  | 27 septembre 1971 | avec J. Gibson        |
| (5299) Bittesini   | 8 juin 1969       |                       |
| (5757) Tichá       | 6 mai 1967        | avec A. R. Klemola    |
| (8127) Beuf        | 27 avril 1967     |                       |
| (8128) Nicomaque   | 6 mai 1967        | avec A. R. Klemola    |
| (10450) Girard     | 6 mai 1967        | avec A. R. Klemola    |
| (11437) Cardalda   | 16 septembre 1971 | avec J. Gibson        |
| (30720) 1969 GB    | 9 avril 1969      |                       |